# تبلور مجدد

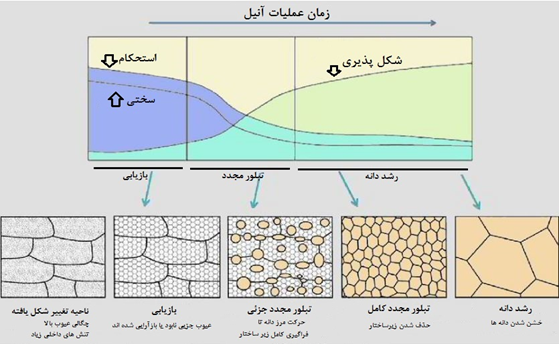
طرح‌واره مراحل تبلور مجدد و تأثیر آن بر اندازه دانه

در متالورژی انجام کار سرد باعث افزایش استحکام و سختی و کاهش انعطاف‌پذیری یا شکل‌پذیری می‌شود. این پدیده در اثر ادامه انجام کار سرد افزایش یافته و در نتیجه انرژی داخلی افزایش می‌یابد. این کار باعث می‌شود که ماده از نظر ترمودینامیکی ناپایدار باشد. حرارت دادن به چنین ماده‌ای می‌تواند معایب بلوری را از بین برده و ریزساختار و خواص فیزیکی و مکانیکی اولیه را بازسازی کند. این پدیده تحت عنوان «بازیابی» و «تبلور مجدد» بررسی می‌شود. تبلور مجدد یا بازبلورش یا بلورش مجدد فرایندی است که در آن دانه‌های تغییر شکل یافته با گروهی جدید از دانه‌های بی نقص جایگزین می‌شوند که شامل دو مرحله جوانه‌زنی و رشد کردن تا زمانی که دانه اصلی به‌طور کامل دربرگرفته شود می‌باشند. تبلور مجدد معمولاً با کاهش استحکام و سختی ماده و افزایش شکل‌پذیری آن همراه می‌باشد؛ بنابراین این فرایند ممکن است معرف یک مرحلهٔ تعمدی از فرایند مدنظر یا به عنوان یک فراورده فرعی ناخواسته توسط مرحله دیگری از فرایند باشد. مهم‌ترین کاربرد صنعتی این فرایند نرم کردن و کنترل اندازه دانه فلزاتی است که به‌طور پیوسته توسط کار سرد سخت شده‌اند و شکل‌پذیری خود را از دست داده‌اند. همچنین پس از عملیات تبلور مجدد تنش‌های پسماند ماده آزاد می‌شود و می‌تواند برای این منظور نیز مورد استفاده

## تعریف

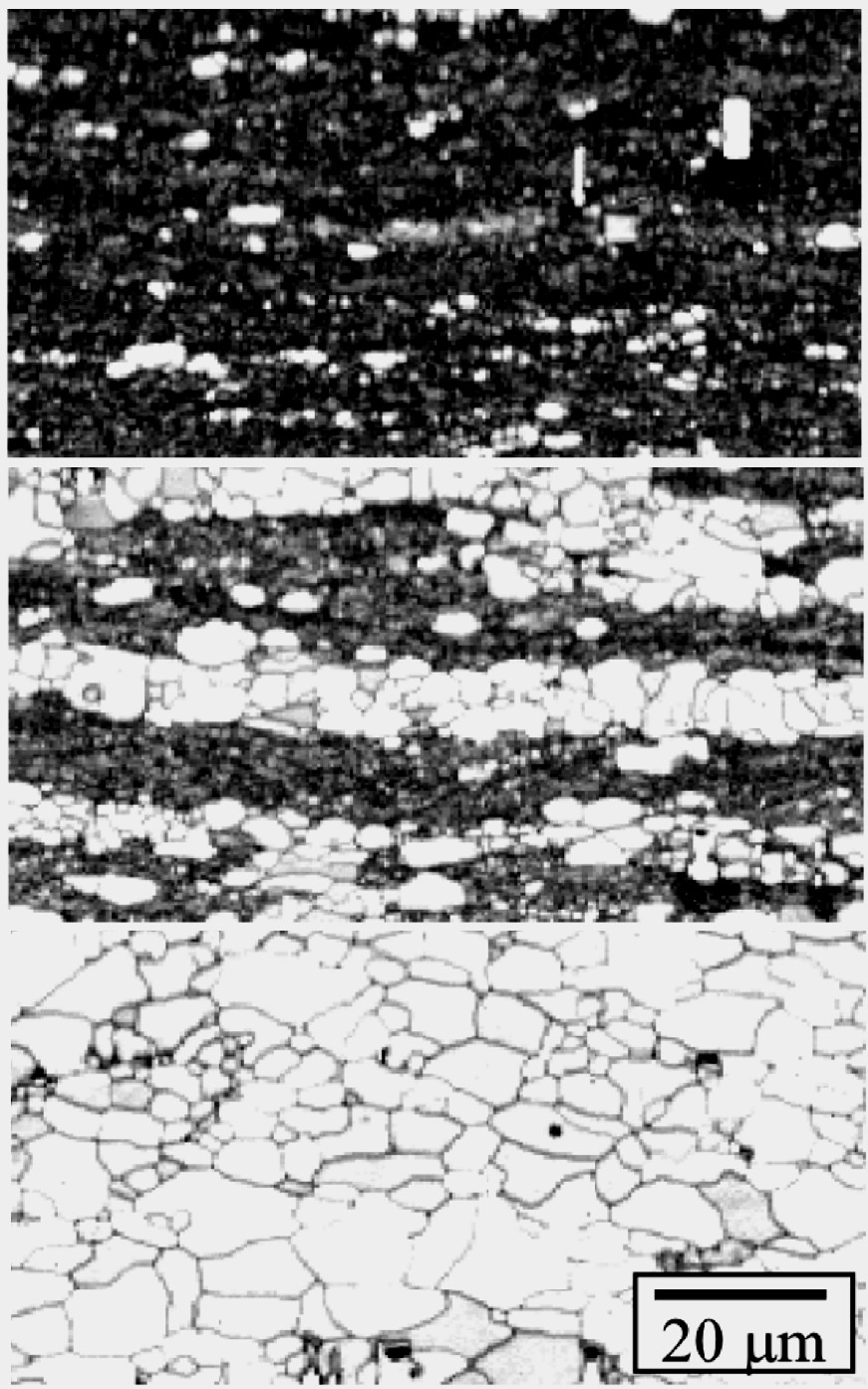
سه نقشه EBSD از انرژی ذخیره شده در یک آلیاژ Al-Mg-Mn پس از قرار گرفتن در معرض افزایش دمای بازبلورش. کسر حجمی دانه‌های بازبلورش (نور) با دما برای یک زمان معین افزایش می‌یابد. لوک هاگن

به عنوان فرایندی که در آن دانه‌های یک ساختار کریستالی در ساختار جدید یا شکل کریستالی جدید می‌آیند تعریف می‌شود. بیان کردن تعریف جامع تر تبلور مجدد دشوار است زیرا این فرایند شدیداً به چند فرایند دیگر مانند بازیابی و رشد دانه‌ها مربوط است. در برخی موارد تعیین این که کدام فرایند شروع و کدام یک پایان میابد دشوار است. دوهرتی و همکارانش در سال ۱۹۹۷ تبلور مجدد را این‌گونه تعریف کردند: «تشکیل دانه‌ای جدید در ماده تغییر شکل یافته (ماتریس) بوسیله تشکیل و حرکت مرز دانه با زاویه زیاد توسط انرژی ذخیره شده بر اثر تغییر شکل (مرزدانه با زاویه زیاد به مرز دانه‌هایی با زاویه بزرگتر از ۱۵–۱۰ درجه گفته می‌شود)».
بنابراین این فرایند می‌تواند از فرایند بازیابی (که در آن مرزهای با زاویه زیاد حرکت نمی‌کنند) و رشد دانه (که در آن نیروی محرکه تنها به دلیل کاهش ناحیه مرز دانه می‌باشد) متفاوت شود.
تبلور مجدد ممکن است حین یا بعد از عملیات تغییر شکل رخ دهد. تبلور مجددی که حین عملیات تغییر شکل رخ می‌دهد تبلور مجدد دینامیکی نام دارد که در آن دو عامل دما و کرنش دخیل می‌باشند. همچنین تبلور مجددی که پس از عملیات تغییر شکل و طی فرایندی مانند خنک شدن یا عملیات حرارتی ثانویه ایجاد می‌شود را تبلور مجدد استاتیکی می‌نامند که فقط دما در آن دخیل است. علاوه بر این تبلور مجدد می‌تواند به صورت غیر پیوسته که در آن دانه‌های متمایز جدید تشکیل می‌شوند و رشد می‌یابند یا به صورت پیوسته که در آن میکرو ساختار رفته رفته به میکرو ساختاری تبلور مجدد یافته تکامل می‌یابد، انجام شود. تحقیقات اخیر نشان داده‌است که مرز بین پدیده‌های مختلف آنیل کردن اغلب نامشخص است و مشخص شده‌است که بازیابی، تبلور مجدد و رشد دانه‌ها ممکن است به دو طریق اتفاق بیفتد. ممکن است آن‌ها به صورت ناهمگن در سرتاسر ماده اتفاق بیفتند که شامل دو مرحله قابل تشخیص جوانه‌زنی و رشد می‌باشد. این حالت بیانگر فرایندی غیر پیوسته‌است. همچنین آن‌ها ممکن است به صورت یکنواخت اتفاق بیفتند، به‌طوری‌که میکروساختار رفته رفته و بدون مراحل قابل شناسایی جوانه‌زنی و رشد، نمو پیدا کند. این حالت نیز فرایند پیوسته نامیده می‌شود[۱]. مکانیزم‌های مختلفی که در آن‌ها تبلور مجدد و بازیابی اتفاق می‌افتد، پیچیده‌اند و در بسیاری از موارد هنوز مورد بحث باقی مانده‌اند. توضیحاتی که در ادامه آورده شده‌است مربوط به تبلور مجدد پیوسته استاتیکی است.

## قوانین تبلور مجدد
تعدادی قوانین عمدتاً تجربی برای فرایند تبلور مجدد موجود می‌باشد.
1. بر اثر حرارت فعال می‌شوند: سرعت مکانیزم میکروسکوپی کنترل‌کننده جوانه‌زنی و رشد دانه‌های تبلور مجدد یافته به دمای فرایند آنیل بستگی دارد. معادله آرنیوس حاکی از یک رابطه توانی بین این دو می‌باشد.
2. دمای بحرانی: پیرو قانون قبلی مشخص می‌شود که انجام فرایند تبلور مجدد نیازمند یک حداقل دما برای مکانیزم‌های اتمی می‌باشد.
3. تغییر شکل بحرانی: مقدار کار از قبل اعمال شده بر روی ماده باید برابر مقدار انرژی لازم برای جوانه‌زنی و محرک رشد جوانه‌ها باشد.
4. اثر تغییر شکل بر دمای بحرانی: افزایش میزان تغییر شکل انجام شده قبلی بر ماده یا کاهش دمای تغییر شکل آن، انرژی ذخیره شده و تعداد جوانه‌ها ی بالقوه را افزایش می‌دهد. در نتیجه دمای فرایند تبلور مجدد با افزایش مقدار کار از قبل اعمال شده به ماده کاهش می‌یابد.
5. تأثیر اندازه دانه‌های اولیه بر دمای بحرانی: مرز دانه‌ها مکان مناسبی برای تشکیل جوانه است. از آنجاییکه افزایش اندازه دانه باعث کاهش میزان مرز دانه می‌شود، پس همچنین باعث کاهش نرخ جوانه‌زنی (به دلیل کاهش مکان مناسب برای ایجاد جوانه) و در نتیجه افزایش دمای مورد نیاز برای تبلور مجدد می‌شود.
6. تأثیر تغییر شکل بر اندازهٔ دانه نهایی: افزایش میزان تغییر شکل انجام شده قبلی یا کاهش دمای آن باعث افزایش نرخ جوانه‌زنی نسبت به رشد جوانه‌ها می‌شود و تعداد جوانه‌های ما بیشتر می‌شود، در نتیجه با افزایش میزان تغییر شکل، اندازه دانه نهایی کوچک‌تر می‌شود.

## نیروی محرک
حین تغییر شکل پلاستیک کار به عنوان انتگرال تنش و کرنش در ناحیه تغییر شکل پلاستیک بیان می‌شود. اگر چه بخش عمده این کار به گرما تبدیل می‌شود اما کسری از آن (% ۱–۵) در ماده به صورت نقص، بخصوص نابجایی باقی می‌ماند. آرایش یافتن مجدد یا حذف این نابجایی‌ها انرژی داخلی سیستم را کاهش می‌دهد و بدین ترتیب یک نیروی محرکه ترمودینامیکی برای چنین فرایندهایی وجود دارد. در دمای معتدل به دمای بالا، مخصوصاً در موادی که خطای انباشتگی بالایی دارند (مانند آلومینیوم) فرایند بازیابی به آسانی رخ می‌دهد و نابجایی‌های آزاد به آسانی آرایش خود را بازیابی می‌کنند و به صورت زیر دانه‌های احاطه شده بوسیلهٔ مرزهای کم زاویه در می‌آیند. نیروی محرک، اختلاف انرژی بین ناحیه تغییر شکل یافته و ناحیه تبلور مجدد یافته‌است. ∆E می‌تواند به وسیلهٔ چگالی نابجایی‌ها و اندازه زیردانه و انرژی مرز دانه تعیین شود
{\displaystyle \Delta \ E\approx \;\rho \;Gb^{2}or\approx \;3\gamma \;_{s}/d_{s}\,\!}
که در آن ρ چگالی نابجایی، G مدول برشی، b بردار برگرز نابجایی، γs انرژی مرزدانه زبردانه و ds اندازه زیردانه می‌باشد.

## هسته‌زایی

Recrystallization of a metallic material (a → b) and crystal grains growth (b → c → d).

در گذشته فرض می‌شد که نرخ هسته‌زایی دانه‌های تبلور مجدد با مدل نوسانات حرارتی که به‌طور موفق برای فرایندهای انجماد و رسوب‌سازی استفاده می‌شد، مشخص می‌شود. در این نظریه فرض بر این است که به عنوان یک نتیجهٔ حرکت طبیعی اتم‌ها (که با دما افزایش می‌یابد)، جوانه‌های کوچک به‌طور خود به خود در ماتریس به وجود می‌آیند. تشکیل این جوانه‌ها با یک انرژی مورد نیاز برای تشکیل یک میانجی (مرز) جدید و یک انرژی آزاد شده در اثر تشکیل حجم جدیدی از ماده با انرژی پایین‌تر همراه است. اگر شعاع جوانه از شعاع بحرانی بزرگتر می‌بود، از نظر ترمودینامیکی پایدار محسوب می‌شد و می‌توانست شروع به رشد کند. مشکل اساسی این نظریه این است که انرژی ذخیره شده به سبب نابجایی‌ها خیلی کم است (J/m3 0.1-1) در حالیکه انرژی مرز دانه کاملاً بالاست (J/m2 0.5). محاسبات بر اساس این مقادیر مشخص ساخت که نرخ جوانه‌زنی مشاهده شده بزرگتر از مقدار محاسبه شده به وسیلهٔ فاکتور بزرگ و غیرممکن ۱۰۵۰ بود.
در نتیجه نظریه جایگزین که توسط cahn در سال ۱۹۴۹ مطرح شد اکنون در جهان مورد پذیرش واقع شده‌است. دانه‌های تبلور مجدد یافته به صورت کلاسیک جوانه‌زنی نمی‌کنند، بلکه از زیر دانه‌ها و سلول‌های موجود رشد می‌کنند. «زمان نهفتگی» قسمتی بعد از بازیابی است که در آن زیر دانه‌ها با زاویهٔ مرز کم (کمتر از ۲–۱ درجه) شروع به انباشتن و متراکم کردن نابجایی‌ها و تغییر جهت کریستالی پیوستهٔ بیشتر نسبت به همسایگان خود می‌کنند. افزایش در اختلاف جهت کریستالی تحرک مرز دانه و همچنین نرخ رشد زیر دانه را افزایش می‌دهد. اگر یک زیر دانه در ناحیه محلی خود یک برتری (مانند چگالی نابجایی زیاد، اندازه بزرگتر یا جهت کریستالی مطلوب) نسبت به همسایگان خود داشته باشد، این زیردانه قادر به رشد سریع تر نسبت به رقبای خود خواهد بود. هنگامی که این زیردانه رشد می‌کند، مرزهایش نیز با توجه به مواد اطرافش دارای اختلاف جهت بیشتر می‌شود تا زمانی که بتواند به صورت یک دانهٔ کاملاً عاری از کرنش در بیاید.
شکل 2 a تا b تبلور مجدد و b تا d رشد دانه‌های حاصل از تبلور مجدد را نشان می‌دهد.

## سینتیک تبلور مجدد
سینتیک تبلور مجدد عموماً به صورت نمودار نمایش داده شده در ادامه می‌باشد.

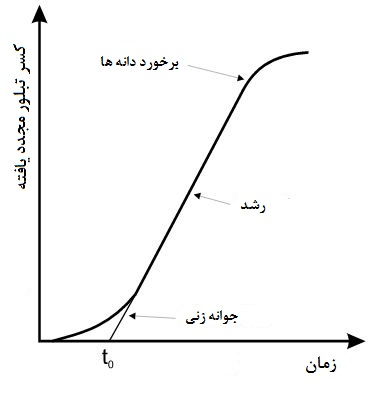
میزان کسر تبلور مجدد یافته با زمان

در ابتدا یک زمان نهفتگی برای آغاز فرایند وجود دارد و پس از آن جوانه‌زنی آغاز می‌شود.
یک زمان اولیه برای دوره جوانه‌زنی(t0) وجود دارد که در آن جوانه تشکیل می‌شود و پس از آن با یک نرخ ثابت شروع به رشد در ماتریس تغییر شکل یافته می‌کند. اگرچه این فرایند دقیقاً از نظریه جوانه‌زنی کلاسیک پیروی نمی‌کند اما اغلب مشخص شده‌است که این روابط ریاضی حداقل تخمین نزدیکی با جوانه‌زنی کلاسیک فراهم می‌کند. برای مجموعه‌ای از دانه‌های به شکل کروی، شعاع متوسط در زمان t برابر است با:
{\displaystyle R=G\left(t-t_{0}\right)\,\!}

که در آن t0 زمان جوانه‌زنی و G نرخ رشد جوانه‌ها (dR/dt) است. اگر N جوانه در زمان افزایش dt و دانه‌ها به صورت کروی فرض شوند، آنگاه کسر حجمی به صورت زیر خواهد شد:
{\displaystyle f={\frac {4}{3}}\pi \ {\dot {N}}G^{3}\int _{0}^{t}(t-t_{0})^{3}\,dt={\frac {\pi \ }{3}}{\dot {N}}G^{3}t^{4}\,\!}

این معادله در مراحل اولیه تبلور مجدد زمانی‌که F≪۱ و دانه‌های در حال رشد به هم برخورد نکرده باشند معتبر است. زمانی که دانه‌ها در آستانه برخورد و به هم رسیدن قرار می‌گیرند نرخ رشد کم می‌شود و این مسئله به کسری از مواد تغییر شکل نیافته بستگی دارد که توسط معادلهٔ جانسون-مل به دست می‌آید:
{\displaystyle f=1-\exp \left(-{\frac {\pi \ }{3}}{\dot {N}}G^{3}t^{4}\right)\,\!}

در حالی که این معادله تعریف بهتری از فرایند را بیان می‌کند اما هنوز فرض بر این است که دانه‌ها به شکل کروی می‌باشند، نرخ جوانه‌زنی و رشد ثابت است، دانه‌ها به صورت تصادفی پخش شده‌اند و زمان جوانه‌زنی (t0) کوچک است. در عمل، تعداد کمی از این فرضیات معتبر هستند و نیاز است که یک مدل بهتر جایگزین استفاده شود.
عموماً این‌گونه تصدیق شده‌است که هر مدل مفیدی باید نه تنها برای شرایط اولیهٔ ماده جواب دهد، بلکه همواره برای روابط در حال تغییر بین رشد دانه‌ها، ماتریس تغییر شکل یافته و هر فاز ثانویه یا فاکتورهای ریزساختاری دیگر نیز پاسخگو باشد. این مسئله بیشتر در سیستم‌های دینامیکی که تغییر شکل و تبلور مجدد هم‌زمان انجام می‌شود، پیچیده‌تر می‌شود. در نتیجه به‌طور کلی ثابت کردن یک مدل پیش‌بینی دقیق برای فرایندهای صنعتی بدون توسل به آزمون‌های تجربی گوناگون غیرممکن است.

## عوامل مؤثر در سرعت
دمای فرایند آنیل تأثیر چشم‌گیری بر سرعت تبلور مجدد که در معادله بالا آورده شد دارد. اگرچه در یک درجه حرارت معین، چندین فاکتور دیگر نیز در سرعت تأثیرگذار خواهند بود.
سرعت تبلور مجدد به شدت تحت تأثیر میزان تغییر شکل و به میزان کمتری تحت تأثیر شیوه اعمال تغییر شکل است. موادی که در آن‌ها تغییر شکل بیشتری اتفاق افتاده‌است بسیار سریعتر از موادی که به میزان کمتری تغییر شکل یافته‌اند، تبلور مجدد میابند. در واقع یک میزان تغییر شکل حداقل نیاز است تا تبلور مجدد اتفاق بی افتد و با میزان تغییر شکل کمتر از این مقدار، تبلور مجددی اتفاق نمی‌افتد. تغییر شکل در دمای بالاتر ممکن است باعث بازیابی شود که موافق با تبلور مجدد می‌باشد و در چنین مواردی تبلور مجدد با سرعت آهسته‌تر نسبت به مواد تغییر شکل یافته در دمای محیط انجام می‌شود (به‌طور مثال نورد سرد و گرم) در موارد خاص ممکن است تغییر شکل به صورت غیرمعمولی همگن یا فقط در صفحات خاص کریستالوگرافی اتفاق بی افتد.
جهت دانه و این موضوع که در حین تغییر شکل این جهت چگونه تغییر می‌کند بر مقدار انرژی انباشتگی و در نتیجه بر سرعت تبلور مجدد تأثیر می‌گذارد. تحرک مرز دانه تحت تأثیر جهت آن است و بنابراین برخی از بافت‌های کریستالوگرافی نسبت به دیگری دارای سرعت رشد بیشتر هستند. اتم‌های حل شده چه نا خالصی‌ها و چه اتم‌هایی که به صورت عمدی اضافه شده‌اند تأثیر عمیقی بر سینتیک تبلور مجدد دارند. حتی یک غلظت جزئی ممکن است تأثیر مهمی داشته باشد، به‌طور مثال ۰٫۰۰۴٪ آهن دمای تبلور مجدد را حدود ۱۰۰ درجه بالا می‌برد در حال حاضر مشخص نیست که این اثر اصولاً باعث کاهش جوانه‌زنی شده یا تحرک مرزدانه را برای رشد کاهش می‌دهد.

## تأثیر فاز ثانویه
بسیاری از آلیاژها به منظور هدف صنعتی خود کسری حجمی از رسوبات فازی ثانویه را شامل می‌شوند، خواه این رسوبات به صورت ناخالصی باشد یا از عمد و به منظور خاصی به آلیاژ اضافه شده باشد. اندازه و نحوه توزیع این رسوبات ممکن است باعث تسریع یا کند کردن تبلور مجدد شوند.

تاثیر رسوبات ریز بر اندازه دانه در تمونه تبلور مجدد یافته

### رسوبات ریز
تبلور مجدد به وسیلهٔ رسوبات ریزی که پراکنده شده‌اند و فاصله آن‌ها از هم کم می‌باشد، یا متوقف می‌شود یا سرعت آن به‌طور قابل ملاحظه‌ای کاهش میابد که این عمل به دلیل فشار ناشی از سنجاق شدن مرزهای دانه‌های با زاویه کم و زیاد است. این فشار مستقیماً با نیروی محرک ناشی از چگالی نابجایی‌ها مخالفت می‌کند و تأثیر آن بر سینتیک جوانه‌زنی و رشد جوانه می‌باشد. این تأثیر می‌تواند با توجه به تراز پراکندگی رسوبات {\displaystyle F_{v}/r}  توجیه شود که در آن Fv کسر حجمی فاز ثانویه و r شعاع آن می‌باشد. در نسبت {\displaystyle F_{v}/r} پایین، اندازه دانه به وسیله تعداد جوانه‌ها تعیین می‌شود و به همین ترتیب ممکن است که در ابتدا این اندازه خیلی کوچک باشد. اگر چه دانه‌ها از نظر رشد دانه ناپایدارند اما در حین عملیات آنیل آنقدر رشد می‌کنند تا رسوبات، فشار کافی سنجاق کردن را برای متوقف کردن دانه‌ها از خود نشان دهند. در نسبت‌های مناسب {\displaystyle F_{v}/r}، اندازه دانه بازهم توسط تعداد جوانه‌ها مشخص می‌شود، اما در اینجا دانه‌ها از نظر رشد معمولی پایدارند (در حالی که احتمال رشد غیرطبیعی هنوز وجود دارد) و در نسبت {\displaystyle F_{v}/r}  بالا، ساختار تغییر شکل یافته که دچار تبلور مجدد نشده‌است، پایدار می‌باشد و جلوی انجام تبلور مجدد گرفته شده‌است.

### رسوبات بزرگ

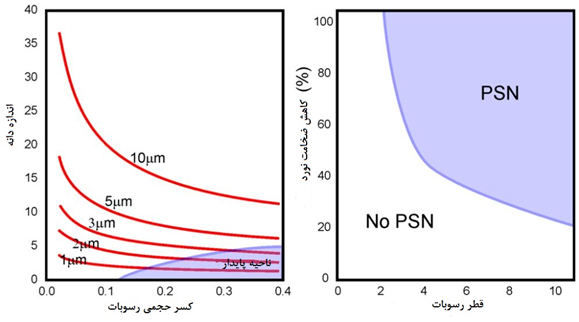
تاثیر اندازه و کسر حجمی رسوبات بر اندازه دانه تبلور مجدد یافته (چپ) و دانه متشکل از PSN (راست)

نواحی تغییر شکل در اطراف رسوبات بزرگ غیرقابل تغییر شکل (بالای ۱ میکرومتر)، به وسیلهٔ چگالی نابجایی بالا و گرادیان جهت‌گیری کریستالی بزرگ مشخص شده‌اند و مکان‌های ایدئال برای گسترش جوانه‌های تبلور مجدد می‌باشند. این پدیده جوانه‌زنی متأثر از رسوب (PSN) نامیده می‌شود که یکی از معدود راه‌های کنترل فرایند تبلور مجدد به وسیلهٔ کنترل توزیع رسوبات است.
اندازهٔ ناحیه و اختلاف جهت مرز دانه‌ها در ناحیه تغییر شکل یافته به اندازه رسوبات وابسته است؛ بنابراین یک مقدار کمینه برای اندازه رسوبات به منظور جوانه‌زنی اولیه وجود دارد. افزایش میزان تغییر شکل، کمینهٔ اندازهٔ رسوبات را کاهش خواهد داد. اگر بازده‌ای PSN برابر ۱ باشد (یعنی هر رسوب یک جوانه را تحریک کند) آنگاه اندازه دانه نهایی به آسانی توسط تعداد رسوبات تعیین می‌شود. اگر چندین جوانه در هر رسوب تشکیل شود این بازده بزرگتر از ۱ است، اما این موضوع یک امر غیرمعمول می‌باشد. این بازده می‌تواند کمتر از ۱ هم باشد اگر رسوبات نزدیک به اندازه بحرانی باشند. در این حالت بخش بزرگی از رسوبات کوچک به جای شروع به تبلور مجدد، جلوی انجام آن را می‌گیرند.
پیش‌بینی رفتار تبلور مجدد موادی که توزیع گسترده‌ای از اندازه رسوبات را شامل می‌شوند دشوار است. رسوبات آلیاژهای مرکب از نظر حرارتی ناپایدار اند و ممکن است رشد کنند یا در اثر زمان حل شوند. این حالت در آلیاژهای دو جزئی که فقط دو جزء مجزا دارند ساده‌تر می‌شود. یک مثال آلیاژ Al-Si است که در آن نشان داده شده‌است که حتی در حضور رسوبات بزرگ، رفتار تبلور مجدد توسط رسوبات کوچک تعیین می‌شود. در چنین مواردی میکروساختار نهایی تمایل دارد شبیه آلیاژی شامل تنها رسوبات کوچک شود.